# Devonta Freeman
Pour les articles homonymes, voir Freeman.
(en) Statistiques sur pro-football-reference
Devonta Freeman, né le 15 mars 1992 à Baxley, est un joueur professionnel américain de football américain. Il joue au poste de running back dans la National Football League (NFL).

## Biographie

### Carrière universitaire
Il a étudié à l'université d'État de Floride et a joué pour l'équipe des Seminoles de Florida State de 2011 à 2013.

### Carrière professionnelle
Il est sélectionné en tant que 103e choix global lors du quatrième tour de la draft 2014 de la NFL par la franchise des Falcons d'Atlanta.
Il est libéré par les Falcons en mars 2020 après avoir passé six saisons avec l'équipe,. Il signe chez les Giants de New York le 22 septembre 2020.

## Statistiques
| Année              | Équipe             | MJ                 |     | Courses | Courses | Courses | Courses |       | Passes réceptionnées | Passes réceptionnées | Passes réceptionnées | Passes réceptionnées |  | Fumbles | Fumbles |
| Année              | Équipe             | MJ                 | Nb. | Yards   | Moy.    | TD      | Nb.     | Yards | Moy.                 | TD                   | Nb.                  | Perdus               |  |         |         |
| 2014               | Falcons d'Atlanta  | 16                 | 65  | 248     | 3,8     | 1       | 30      | 225   | 7,5                  | 1                    | 1                    | 1                    |  |         |         |
| 2015               | Falcons d'Atlanta  | 15                 | 265 | 1 056   | 4       | 11      | 73      | 578   | 7,9                  | 3                    | 3                    | 2                    |  |         |         |
| 2016               | Falcons d'Atlanta  | 16                 | 227 | 1 079   | 4,8     | 11      | 54      | 462   | 8,6                  | 2                    | 1                    | 1                    |  |         |         |
| 2017               | Falcons d'Atlanta  | 14                 | 196 | 865     | 4,4     | 7       | 36      | 317   | 8,8                  | 1                    | 4                    | 1                    |  |         |         |
| 2018               | Falcons d'Atlanta  | 2                  | 14  | 68      | 4,9     | 0       | 5       | 23    | 4,6                  | 0                    | 0                    | 0                    |  |         |         |
| 2019               | Falcons d'Atlanta  | 14                 | 184 | 656     | 3,6     | 2       | 59      | 410   | 6,9                  | 4                    | 3                    | 2                    |  |         |         |
| Totaux en carrière | Totaux en carrière | Totaux en carrière | 951 | 3 972   | 4,2     | 32      | 257     | 2 015 | 7,8                  | 11                   | 12                   | 7                    |  |         |         |